# 沼田祐介
沼田 祐介（ぬまた ゆうすけ、1968年6月10日 - ）は、日本の男性声優。神奈川県出身。青二プロダクション所属。

## 経歴
小学4年生の時に『銀河鉄道999』を見て感激し、声の仕事を意識する。中学時代は中森明菜などのアイドルに夢中になるが、高校時代に『ルパン三世 カリオストロの城』と弓道部に所属したことで再び声優の道を目指す。高校卒業後、放送芸術学院専門学校を経て、21歳で東京に上京。青二塾東京校第10期卒業。アニメ『ドラゴンクエスト』でデビュー。以後、端役でキャリアを重ね、『超電動ロボ 鉄人28号FX』の金田正人役で初主役を演じる。

## 人物・エピソード
役柄としては全体に少し高めの声で少年役を演じることが多い。
本人曰く「田園気質」であり、中学2年生の頃、神奈川県の横浜市から奈良県に転校し、「自分の居場所はここなんだ」と感じたことがあるという。
小学生の頃、近所の駄菓子屋で250円のミニカーを買った時に千円札を出したが、なぜかお釣りが貰えなかった。この日は1台ずつ計4台のミニカーをそれぞれ千円札を出して買って、いずれもお釣りが貰えなかったのだが、この時は気付かなかった。数年後にふと思い出して、この時に初めて騙されたんじゃないのかと感じたという。
趣味は読書。特技は水泳、弓道。
妹がいる。

## 出演
太字はメインキャラクター。

### テレビアニメ
1989年
- ドラゴンクエスト

1991年
- キテレツ大百科（マサル、三吉、からくり料理人〈2代目〉、猛烈一、荒木田洋平 他）
- 21エモン（男の子A）
- まじかる☆タルるートくん（1991年 - 1992年、ボール、男子生徒、線審）

1992年
- ウルトラマンキッズ 母をたずねて3000万光年（1991年 - 1992年、修理工、タッコン兄弟、衛兵たち、子分たち、不思議の国の仲間たち）
- 超電動ロボ 鉄人28号FX（1992年 - 1993年、金田正人）
- ちびまる子ちゃん（1992年 - 、絵の先生、大野くん〈2代目〉、中村） - 2シリーズ
- ドラゴンボールZ（1992年 - 1995年、青年、セルジュニア、イコーセ、イダーサ、ジュエール 他）
- ドラゴンクエスト ダイの大冒険（第1作）（死霊の騎士A）
- 南国少年パプワくん（1992年 - 1993年、シミズくん、選手A）
- ママは小学4年生（男子生徒、男子生徒たち、阿部野丸）
- 笑ゥせぇるすまん（アナウンサー、社員、尾宅秀夫）

1993年
- 蒼き伝説シュート!（新田伸一）
- 美少女戦士セーラームーンR（男生徒、篠崎くん）

1994年
- 銀河戦国群雄伝ライ（林則嘉）
- キャプテン翼J（チャナ・コンサワット）
- クレヨンしんちゃん（1994年 - 2022年、戸津加源久、タクヲ、間仁屋増太 他）

1995年
- アニメ世界の童話（アラン）
- 空想科学世界ガリバーボーイ（ニャンニャン先生）

1996年
- ゲゲゲの鬼太郎（第4作）（1996年 - 1997年、谷本淳、若者D、妖怪B、カシャボ、キジムナー 他）
- ドラえもん（テレビ朝日版第1期）（大村タクヤ、中学生、男、審判）
- ドラゴンボールGT（1996年 - 1997年、ベビー）

1997年
- 忍たま乱太郎（1997年 - 2020年、海助、貝原太郎、雑兵、山賊）

1998年
- おじゃる丸（1998年 - 、ケンさん、時報鳥、エド、カミナリアオベエ、しゅうぺいの父、亡き者 他）
- ドクタースランプ（1998年 - 1999年、ピンポン号、怪獣）
- 守護月天!（招き猫）
- ロードス島戦記-英雄騎士伝-（ジェイ）

2000年
- GREGORY HORROR SHOW The Last Train（トラップマウス2号）

2001年
- 爆転シュート ベイブレード（アナンダ）
- ONE PIECE（2001年 - 、チェス、レイス、リスキー兄弟〈包帯〉、スパイダーマウス、グラマン屋〈アントニオ〉、スピード・ジル、リュウボシ、ペセタ、シャーロット・マスカルポーネ、カクさん、カニギフターズ、スカル、ゲロティニー、パート 他）

2002年
- あたしンち（2002年 - 2009年、吉岡、店員）
- 機動戦士ガンダムSEED（アフメド・エル・ホセ）
- 天使な小生意気（男子2）
- 天地無用! GXP（コーン）
- ミッドナイトホラースクール（ゾビー、リーダーバエ）
- ロックマンエグゼ（2002年 - 2006年、大山デカオ） - 5シリーズ

2003年
- エアマスター（司会者、黒正義、実況アナウンサー、スナイパー）
- 金色のガッシュベル!!（岩島守）
- ソニックX（警官）
- 高橋留美子劇場（引越し屋）
- 釣りバカ日誌（高村、司会者）
- プラネテス（キース、三次）
- ボボボーボ・ボーボボ（2003年 - 2005年、サカナ兵、ナンパした猿、+、覇鎧王）

2004年
- 名探偵コナン（2004年 - 2022年、二宮俊哉、澤村勘太郎、獅子倉安夫、日野成治、薄谷昌家、九十九久 他）

2005年
- 甲虫王者ムシキング 森の民の伝説（寄生の森の民）
- ふたりはプリキュア Max Heart（ホープン）
- ブラック・ジャック（スタッフ、牧野医師）

2006年
- 爆球Hit! クラッシュビーダマン（太郎）
- 夢使い（菅野）
- ぜんまいざむらい（黒子）

2007年
- ゲゲゲの鬼太郎（第5作）（2007年 - 2009年、河童、丸毛、すっぽん幽霊、ヒダル神、アブ、地蔵、小だるま 他）
- 出ましたっ!パワパフガールズZ（宇宙人船長）
- 電脳コイル（ナメッチ）
- はたらキッズ マイハム組（2007年 - 2008年、マサ、ボス）
- ミヨリの森（大介）
- モノノ怪（若だんな）

2008年
- ゴルゴ13（アンリ・バゼーヌ）
- スティッチ!（ペロリン）
- ドラえもん（テレビ朝日版第2期）（多目）
- ねぎぼうずのあさたろう（こいもの長吉）
- 墓場鬼太郎（配達員）

2009年
- あにゃまる探偵 キルミンずぅ（木島ヒロオ）
- 怪談レストラン（オンドリ）
- ドラゴンボール改（2009年 - 2014年、グレゴリー、オーレン、若い男） - 2シリーズ
- フレッシュプリキュア!（ハムスター）

2010年
- デジモンクロスウォーズ（2010年 - 2012年、隊長フライモン、ツメモン） - 2シリーズ
- メタルファイト ベイブレード シリーズ（2010年 - 2011年、ノワグマ） - 2シリーズ

2012年
- 聖闘士星矢Ω（2012年 - 2013年、フック、テーベ）
- ソードアート・オンライン（2012年 - 2020年、ナメクジ、柳井） - 2シリーズ
- 探検ドリランド（ヘクター）

2014年
- 金田一少年の事件簿R（不二森映）
- それでも世界は美しい（ボコータ）
- ディスク・ウォーズ:アベンジャーズ（グリーン・ゴブリン）

2015年
- 影鰐-KAGEWANI-（2015年 - 2016年、タケル、山上） - 2シリーズ
- 新あたしンち（2015年 - 2016年、吉岡）
- ドラゴンボール超（2015年 - 2017年、グレゴリー、強盗、店主、キテラ、ケットル、コイツカイ）
- ワールドトリガー（2015年 - 2021年、諏訪洸太郎） - 2シリーズ

2016年
- デジモンユニバース アプリモンスターズ（ペロリモン）

2018年
- ゲゲゲの鬼太郎（第6作）（2018年 - 2020年、部下、渡辺、ビンボーイサム、久保田、知事、中村、斉藤、奥田 他）

2020年
- アサティール 未来の昔ばなし（友人）

2021年
- デジモンゴーストゲーム（2021年 - 2023年、サンダーボールモン、ボコモン、ヌメモン）

2022年
- ニンジャラ（2022年 - 2023年、ガム夫）

2024年
- ドラゴンボールDAIMA（2024年 - 2025年、魔人、メガのハムスター）
- 逃走中 グレートミッション（2024年 - 2025年、ゲスリー）

### 劇場アニメ
1992年
- まじかる☆タルるートくん すき・すき♡タコ焼きっ!（もぞくっしゅん）

1993年
- クレヨンしんちゃん アクション仮面VSハイグレ魔王（助監督）

1995年
- カッタ君物語

1998年
- クレヨンしんちゃん 電撃!ブタのヒヅメ大作戦（警備兵）

2001年
- アリーテ姫（グロベル）

2003年
- 映画 あたしンち（吉岡）
- ONE PIECE THE MOVIE デッドエンドの冒険（ガスパーデ部下）

2005年
- 劇場版 金色のガッシュベル!! メカバルカンの来襲（岩島守）
- 甲虫王者ムシキング スーパーバトルムービー 〜闇の改造甲虫〜（ノコギリクワガタA）
- ロックマンエグゼ 光と闇の遺産（大山デカオ）

2008年
- ONE PIECE THE MOVIE エピソードオブチョッパー+冬に咲く、奇跡の桜（チェス）

2009年
- ONE PIECE FILM STRONG WORLD

2010年
- 劇場版 3D あたしンち 情熱のちょ〜超能力 母大暴走!（吉岡）

2014年
- 聖闘士星矢 Legend of Sanctuary（トレミー）

2015年
- ちびまる子ちゃん イタリアから来た少年（大野くん）

2018年
- ドラゴンボール超 ブロリー（フリーザ軍兵士）

### OVA
1991年
- 銀河英雄伝説
- ここはグリーン・ウッド（坂口）

1992年
- 破妖の剣
- 万能文化猫娘（生徒B）

1998年
- BE-BOP-HIGHSCHOOL（ケンジ）

1993年
- 機神兵団（マック）
- ツインビーPARADISE（ザコビー）

2004年
- 大YAMATO零号（タンタン）

2008年
- ドラゴンボール オッス!帰ってきた孫悟空と仲間たち!!（アボ）

2010年
- 仏教ものがたり（ナレーション）

### Webアニメ
- 西武鉄道駅員タコちゃん（2012年、タコちゃん）
- クレヨンしんちゃん外伝 お・お・お・のしんのすけ（2017年、モッサモッサ）
- スーパードラゴンボールヒーローズ プロモーションアニメ（キテラ）
- バキ（2020年、花田純一）
- 悪魔くん（2023年、魔術師、秘書）
- あたしンちNEXT（2024年、吉岡）

### ゲーム
1992年
- ネクスザール（ストライクリーダー）

1993年
- セガソニック・ザ・ヘッジホッグ（マイティー・ザ・アルマジロ）
- ダブルドラゴンII ザ・リベンジ - PCエンジン SUPER CD-ROM²版

1996年
- デアラングリッサーFX（ファイアス）

1997年
- サターンボンバーマンファイト!!（戦闘員12号）
- トバル2（ウダン皇帝）
- ドラゴンボール FINAL BOUT（スーパーベビー）
- Hop Step あいどる☆（浜口平助）

1998年
- ツインビーRPG（ザコビー）
- 遊☆戯☆王 モンスターカプセル ブリード&バトル（獏良了）
- ボンバーマン ファンタジーレース（戦闘員15号）

2001年
- 暴れん坊プリンセス（魔物ラミッツ、魔物ラムー）
- ONE PIECE とびだせ海賊団!（チェス）

2002年
- テイルズ オブ ファンダム Vol.1（ビストロシャンバール司会者）
- Tomak〜Save the Earth〜Love Story（破壊の神バスタイル）
- From TV animation ONE PIECE グランドバトル!2（チェス）
- リーヴェルファンタジア〜マリエルと妖精物語〜（ポピンジェイ）

2003年
- ロックマンエグゼ トランスミッション（大山デカオ）

2004年
- サモンナイト クラフトソード物語2（リョウガ）
- ドラゴンボールZ2（栽培マン）
- ONE PIECE ランドランド!（チェス）

2005年
- スターフォックス アサルト（アンドリュー・オイッコニー、ナウス64）
- ドラゴンボールZ Sparking!（2005年 - 2024年、栽培マン、フリーザ軍兵士A、ベビー / ベジータベビー） - 4作品
- ドラゴンボールZ3（栽培マン）

2006年
- クレヨンしんちゃん 最強家族カスカベキング うぃ〜（編集長）

2007年
- おじゃる丸DS おじゃるとおけいこ あいうえお（ケンさん）
- ドラゴンボールZ 遥かなる悟空伝説（栽培マン）
- VitaminX（モリ〈杜隼人〉）

2008年
- ドラゴンボールZ インフィニットワールド（栽培マン、スーパーベビー2）
- ドラゴンボールZ バーストリミット（栽培マン）

2009年
- ちびまる子ちゃんDS まるちゃんのまち（大野くん〈大野けんいち〉）

2010年
- ドラゴンボール タッグバーサス（栽培マン）
- ドラゴンボールヒーローズ（2010年 - 2018年、栽培マン、ベビー、ネコマジンみけ、バイオマン、アボ、キテラ） - 5作品
- ドラゴンボール レイジングブラスト2（栽培マン）
- メタルファイト ベイブレード ポータブル 超絶転生! バルカンホルセウス（ノワグマ）

2011年
- ドラゴンボール アルティメットブラスト（大猿ベビー、栽培マン）

2012年
- ONE PIECE ワンピーベリーマッチIC（チェスマーリモ）
- ワンピース 海賊無双（海兵隊長2、ドラム2）

2014年
- 大乱闘スマッシュブラザーズ for Wii U（ナウス64）

2015年
- ドラゴンボールZ 超究極武闘伝（栽培マン）
- ドラゴンボール ゼノバース（栽培マン、オーレン、大猿ベビー）

2016年
- ドラゴンボール ゼノバース2（栽培マン、オーレン、大猿ベビー）
- ドラゴンボールフュージョンズ（ベビー、栽培マン）

2018年
- ドラゴンボール ファイターズ（栽培マン、スーパーベビー2〈DLC追加キャラクター〉）

2019年
- スーパードラゴンボールヒーローズ ワールドミッション（栽培マン、キテラ、ベビー、スーパーベビー、ベジータベビー、ジャネンバベビー、ハッチヒャックベビー、アボ、バイオマン、ネコマジンみけ）

2020年
- ドラゴンボールZ カカロット（栽培マン、悪人）

2024年
- ORE'N（魔人ハジカミ）
- ドラゴンボール ザ ブレイカーズ（ベビー）

### ドラマCD
- 万能文化猫娘 SOUND PHASE-0VI（1993年、ウェイター、猫）

### 吹き替え

#### 映画
- 青い目撃者（ラッセル）
- 恐竜王国（ケウィン）
- ホーム・アローン（ロッド・マカリスター〈ジェディダイア・コーエン〉）※フジテレビ版（日本語吹替完全版Blu-rayBOX収録）
- ホーム・アローン2（ロッド・マカリスター〈ジェディダイア・コーエン〉）※フジテレビ版

#### テレビドラマ
- ビバリーヒルズ高校白書（スコット）

#### アニメ
- ケチャップ（カバブ）
- ジミー・ニュートロン 僕は天才発明家!（シーン）
- パワーパフガールズ（モーピー・ポポ）
- プチバンピ（ファントマト[40]）

#### 人形劇
- きかんしゃトーマス（トード、スティーブン、作業員 他）※フジテレビ版

### ラジオドラマ
- 箱根駅伝応援スペシャル〜5夜連続ラジオドラマ『風が強く吹いている』（文化放送）（神童）
- 青山二丁目劇場 「シーサイドハウス」（文化放送）

### テレビ番組
- ペケ×ポン（川柳コーナー）
- 美の巨人たち（ボイスオーバー）
- 料理の鉄人（番組第2回目の冷蔵庫前リポーター）

### 特撮
1995年
- 重甲ビーファイター（傭兵イルバの声）

1996年
- ビーファイターカブト（水棲獣カッパラパの声）

1999年
- ブースカ!ブースカ!!（小金沢一郎の声）

2000年
- 鉄甲機ミカヅキ（超空童子ワンダーセブンの声）
- 未来戦隊タイムレンジャー（タックの声）

2001年
- 未来戦隊タイムレンジャーVSゴーゴーファイブ（タックの声）

2004年
- 特捜戦隊デカレンジャー（2004年 - 2004年、ブライディの声、ギレーヌの声）

2006年
- 轟轟戦隊ボウケンジャー（マモリガミの声）

2007年
- 超忍者隊イナズマ!!SPARK（スル / 鎧武者Aの声）

2013年
- てれびくん超バトルDVD 仮面ライダーウィザード ダンスリングでショータイム!!（ガーゴイルの声）

2017年
- 宇宙戦隊キュウレンジャー（マナビルの声）

### その他コンテンツ
- 毎日放送 ど人生（『笑う女』『間違われた男』[41]）
- タイトー 『スパイダーマン2』CM
- 東京ディズニーランドのアトラクション『ピノキオの冒険旅行』（ランピー）